# Nový Jiříkov
Nový Jiříkov (dříve Nová Georgswalde) je malá vesnice, část města Jiříkov v okrese Děčín. Nachází se asi 1 km na západ od Jiříkova. Je zde evidováno 46 adres. V roce 2011 zde trvale žilo 91 obyvatel. V této části Jiříkova se nachází hasičská zbrojnice. Na parkovišti u této budovy se každoročně konají různé akce.
Nový Jiříkov leží v katastrálním území Jiříkov o výměře 12,66 km2.

## Historie
První písemná zmínka o obci pochází z roku 1681. V devadesátých letech zde byl vybudován Nový rybník.

## Obyvatelstvo
|                                                                        | 1869 | 1880 | 1890 | 1900 | 1910 | 1921 | 1930 | 1950 | 1961 | 1970 | 1980 | 1991 | 2001 | 2011 |
| ---------------------------------------------------------------------- | ---- | ---- | ---- | ---- | ---- | ---- | ---- | ---- | ---- | ---- | ---- | ---- | ---- | ---- |
| Obyvatelé                                                              | 630  | 644  | 607  | 617  | 629  | 506  | 555  | 162  | 184  | 134  | 101  | 62   | 77   | 91   |
| Domy                                                                   | 66   | 67   | 66   | 69   | 74   | 74   | 76   | 55   | .    | 29   | 30   | 30   | 29   | 29   |
| Počet domů z roku 1961 je zahrnut v domech místní části Starý Jiříkov. |      |      |      |      |      |      |      |      |      |      |      |      |      |      |